# Всемирный конгресс русинов
Всемирный конгресс русинов (русин. Світовий конґрес русинів) — центральное событие международной русинской общины. Исполнительный орган, действующий между конгрессами, называется Всемирный совет русинов  (русин. Світова Рада Русинів) и в настоящее насчитывает десять членов: девять представляют каждую из стран, где живут русины, и один член, который голосует по должности, является действующим председателем Всемирного форума русинской молодёжи.
Первый конгресс состоялся по инициативе организации «Русиньска оброда» (Русинское возрождение) и её шефа Василя Турока-Гетеша. Многолетним председателем Конгресса был Пол Роберт Магочий, который сейчас имеет титул Почётного президента.

## Конгрессы
1. 1991 года, Медзилаборце, Словакия[1]
2. 1993, Легница, Польша
3. 1995, Руски-Крстур, Сербия
4. 1997, Будапешт, Венгрия
5. 1999, Ужгород, Украина
6. 2001, Прага, Чехия
7. 2003, Прешов, Словакия
8. 23-25 июля 2005[2], Крыница-Здруй, Польша
9. 21-24 июля 2007, Сигету-Мармацией, Румыния
10. 2009, Руски-Крстур, Сербия и Петровцы, Хорватия
11. 2011, Пилишсенткерест, Венгрия
12. 2013, Ужгород, Украина
13. 2015, Дева, Румыния
14. 2017, Осиек, Хорватия
15. 2019, Каменка (округ Стара-Любовня), Словакия
16. 2021, Крыница-Здруй, Польша
17. 2023, Нови-Сад, Сербия[3]

## Ссылка
- Официальный сайт Всемирного конгресса Архивная копия от 24 сентября 2011 на Wayback Machine
- Отчеты от WCR
- Всемирные конгрессы — статьи и документы
- Академия русинской культуры / Доклады 8-го и 9-го конгрессов
- Девятый МИРОВОЙ конгресс русинов — доклады
- 10-й отчет конгресса и выступления на русинском языке
- Рутен Пресс Архивная копия от 26 декабря 2019 на Wayback Machine